# Louis Deswert
Louis Henri Joseph Deswert (Leuven, 22 december 1795 - Laken, 5 augustus 1864) was een Belgisch bankier en lid van het Belgisch Nationaal Congres.

## Biografie
Louis Deswert trouwde in 1818 in Leuven met Jeanne de Romberg (1792-1881), dochter van baron Frédéric de Romberg, en kleindochter van Friedrich von Romberg. Hun dochter Adèle Deswert (1834-1915) trouwde in 1856 in Brussel met Eugène Anspach, gouverneur van de Nationale Bank van België.
In 1829 werd hij tot schepen van Leuven benoemd. Hij genoot dus toen nog het vertrouwen van het toenmalige landsbestuur.
In oktober 1830 werd hij tot plaatsvervangend lid van het Nationaal Congres verkozen. Hij zetelde pas vanaf 19 mei 1831 en nam op 17 juni alweer ontslag.
Beroepshalve was Deswert bankier en had hij een associatie met de Antwerpse bankier Prosper de Terwangne (1807-1864). Zijn latere loopbaan speelde zich af in Brussel. Hij werd bestuurder van de Banque de Belgique (1837-1843), directeur van deze instelling (1843-1850) en vervolgens vicegouverneur van de Nationale Bank van België. Hij was ook bestuurder van de 'Linière gantoise', 'Linière St.-Léonard' en 'Hauts Fournaux Espérance'.